# Красная (Новосибирская область)
Красная — исчезнувшая деревня в Болотнинском районе Новосибирской области. На момент упразднения входила в состав Кунчурукского сельсовета. Исключена из учётных данных в 1973 году.

## География
Располагалась на реке Красная, в 11 км к северо-западу от села Кунчурук.

## История
Основана в 1896 г. В 1926 году состояла из 22 хозяйств. В административном отношении входила в состав Кунчурукского сельсовета Болотнинского района Томского округа Сибирского края.
Решением Новосибирского облисполкома от 18.07.1973 г. № 443 деревня исключена из учётных данных как фактически не существующая.

## Население
По переписи 1926 г. в деревне проживало 109 человек (48 мужчин и 61 женщина), основное население — русские.